# Atlantosuchus
Atlantosuchus – rodzaj krokodylomorfa z rodziny Dyrosauridae żyjącego na obecnych terenach Maroka. Wyróżniał do wydłużony pysk, stosunkowo najdłuższy spośród wszystkich przedstawicieli jego rodziny, do której Robert L. Carroll zaklasyfikował go w 1988. Gatunek typowy, A. coupatezi był przez długi czas znany jedynie ze spojenia żuchwy. W 2008 roku Stéphane Jouve i współpracownicy opisali dobrze zachowaną czaszkę wraz z żuchwą oraz czterema kręgami tułowiowymi, co pozwoliło na dokładniejszą rekonstrukcję zwierzęcia. Według analizy filogenetycznej przeprowadzonej przez autorów Atlantosuchus jest blisko spokrewniony z Rhabdognathus.